# 피버스 카르텔
피버스 카르텔(Phoebus cartel)은 1924년 12월 23일부터 1939년까지 존재한 오스람, 필립스, 그리고 제너럴 일렉트릭의 카르텔이다. 이 카르텔은 백열등의 생산과 판매를 통제하기 위해 만들어졌다.
이 카르텔은 세계 경제의 역사에서 중요한 부분을 차지하고 있는데, 그 이유는 큰 규모의 계획적 구식화를 실행했기 때문이다. 이 카르텔은 거의 15년 간 전구 산업에서 경쟁을 완화시켰으며 수명이 긴 백열등을 만들수도 있었던 기술의 발전을 막았다는 비난을 받고 있다. 피버스는 "Phœbus S.A. Compagnie Industrielle pour le Développement de l'Éclairage"라는 이름의 스위스 회사이다.

## 구성원
오스람, 필립스, 텅스램, 어소시에이티드 일렉트리컬 인더스트리스(Associated Electrical Industries), ELIN, 콤파니 드 람(Compagnie des Lampes), 국제 제너럴 일렉트릭, 그리고 제너럴 일렉트릭 해외그룹이 피버스 카르텔의 구성원이었다. 그들은 피버스의 지분을 전구 판매 실적 비율에 따라 나누어 가졌다.
1921년, 오스람에 의해서 국제 백열등 협회(Internationale Glühlampen Preisvereinigung)라는 선행조직이 만들어진다. 필립스와 다른 백열등 제조사들이 미국 시장에 진입하자, 제너럴 일렉트릭은 프랑스 파리에 “국제 제너럴 일렉트릭”을 설립해 대응했다. 제너럴 일렉트릭과 국제 제너럴 일렉트릭은 특허권과 시장 침투를 위해 협력했다. 날로 늘어나는 국제 규모의 경쟁 때문에, 주요 백열등 회사 모두는 서로의 영역을 침범하지 않기 위해 각자의 활동을 통제하고 제한하는 협상을 하게 된다.

## 목적
피버스 카르텔은 생산비용을 낮추는 좋은 수단이었고, 백열등의 기대수명을 1,000시간으로 표준화했다. 또한 백열등 회사들이 경쟁을 걱정하지 않고 가격을 올릴 수도 있는 방법이었다.
카르텔은 정기적으로 카르텔을 구성하는 회사들의 백열등을 시험해 만약 1,000시간이 넘게 지속될 경우, 벌금을 징수했다.
1929년 작성된 표에는 1,000시간을 얼마나 초과하는지 따라 내야 할 스위스 프랑도 나와 있었다. 당시에는 이런 사실이 일반 대중에게 알려져 있지 않았기 때문에, 카르텔은 백열등의 표준화를 조직의 존재 목적으로 내세웠다.
1,000시간이 합리적인 최적의 기대수명이라는 의견도 있다. 그보다 긴 백열등의 수명은 오직 효율을 희생하면서 얻어질 수 있다는 것이다. 수명이 지남에 따라, 점점 열을 내뿜고 빛이 적게 나오는 현상이 있기 때문에 전기를 낭비하는 셈이 된다는 것이 그 의견이다. 오늘날 긴 수명의 백열등의 기대수명은 2,500시간에 이른다. 대신 긴 수명의 백열등은 에너지 효율이 덜하고 와트(Watt)당 빛을 적게 만들어낸다.
피버스 카르텔은 세계 조명 시장을 3개의 분류로 나누었다:
- 자기 영토: 각 제조사들의 모국
- 영국의 해외 영토: 어소시에이티드 일렉트릭 인더스트리스, 오스람, 필립스, 텅스램 담당 지역
- 공용 영토: 세계의 나머지 부분

## 종말
1920년대 말, 스웨덴, 덴마크, 노르웨이 회사들이 연합한 북유럽 조명 협업체(the North European Luma Co-op Society)가 독립된 제조 센터를 세우기로 했다. 피버스는 법적, 경제적으로 위협을 가했지만 그들을 막지 못했다. 1931년, 북유럽 조명 협업체는 백열등을 생산하여 피버스보다 훨씬 낮은 가격에 판매했다.
피버스의 본래 협약은 1955년까지 연장될 계획이었지만, 제2차 세계 대전이 터지면서 카르텔도 종말을 맞는다.

## 같이 보기
- 센테니얼 라이트

## 참고 자료
- Wells, Wyatt C. (2002). 《Antitrust and the Formation of the Postwar World》. New York: Columbia University Press. ISBN 0-231-12398-1.